# 豊川市立一宮中学校
豊川市立一宮中学校（とよかわしりつ いちのみやちゅうがっこう）は、愛知県豊川市一宮町上新切にある公立中学校。略称は一中（いっちゅう）。
2006年（平成18年）に宝飯郡一宮町が豊川市と合併するまでは「一宮町立一宮中学校」だった。

## 概要
豊川市北東部にある中学校である。生徒数は446人、学級数は14クラス（2018年）。
「スクラム活動」という特色ある活動をしており、全校生徒をAからDEまでのスクラムに分ける。体育大会ではスクラム対抗の競技があるほか、スクラム演技（マスゲームのようなもの）も披露される。2016年からは、人が人の上に乗る組体操のような演技は禁止されている。
2016年に設立70周年を迎えた。

## 校訓
誠実・自主・創造

## 学校行事
- 4月
  - 入学式・始業式
  - 健康診断
  - 授業参観
  - 家庭訪問
- 5月
  - 野外活動（1年）
  - 体育大会
  - 修学旅行（3年）
- 6月
  - 勤労体験学習（2年）
- 10月
  - 一中祭
- 11月
  - 合唱コンクール
- 12月
- 冬休み
- 2月
  - 3年生を送る会
- 3月
  - 卒業式

## 沿革
- 1947年 - 中部職業補導所の校舎の一部を使用して創立。当時の学区は宝飯郡一宮村と八名郡大和村。
- 1955年 - 合併により、大字金沢（旧八名郡双和村）が学区に加わる。

## 学区
- 豊川市立一宮東部小学校
- 豊川市立一宮西部小学校
- 豊川市立一宮南部小学校

の通学区域内。
- 豊川市立東部小学校の通学区域の一部（豊川市上野 等）で距離の至近な世帯があるが校区外。

## 著名な出身者
- 山本裕典 - 俳優[2]
- 渡辺いっけい - 俳優[3]

## 交通
- JR飯田線 長山駅下車、徒歩約15分